# Jane Smiley
Jane Smiley (n. 26 septembrie 1949, Los Angeles, California, California) este o scriitoare americană și deținătoare a Premiului Pulitzer.
Născută în Los Angeles se muta în orașul Saint Louis, Missouri unde va locui până la terminarea High School. În 1971 se mută pentru un an în Europa unde va lucra ca arheolog și ghid turistic. După aceea studiază la Vassar College și la Iowa State University.

## Opera
Nuvele
- Barn Blind (1980)
- At Paradise Gate (1981)
- Duplicate Keys (1984)
- The Greenlanders (1988)
- Ordinary Love & Good Will (1989)
- A Thousand Acres (1991)
- Moo (1995)
- The All-True Travels and Adventures of Lidie Newton (1998)
- Horse Heaven (2000)
- Good Faith (2003)
- Ten Days in the Hills (2007)

Colectie de povestiri
- The Age of Grief (1987)

Non-fiction
- Charles Dickens (2003)
- A Year at the Races: Reflections on Horses, Humans, Love, Money, and Luck (2004)
- Thirteen Ways of Looking at the Novel (2005)

Articole
- "Say It Ain't So, Huck: Second Thoughts on Mark Twain's 'Masterpiece'" Harper's Magazine 292.1748 (Jan. 1996): 61-67. (1995)
- "And Moo to You Too" Civilization 2.6 (1995): 75.

Televisiune
- "In Search of Crimes Past", episode of Homicide: Life on the Street (teleplay; story by Henry Bromell & Julie Martin) (1995)